# Bajkałówka
Bajkałówka, cyraneczka bajkalska, cyranka bajkalska, kłochtun (Sibirionetta formosa) – gatunek średniej wielkości wędrownego ptaka wodnego z rodziny kaczkowatych (Anatidae).

## Systematyka
Jedyny przedstawiciel rodzaju Sibirionetta. Nie wyróżnia się podgatunków.

## Występowanie
Ptak ten zamieszkuje środkową i wschodnią Syberię oraz wybrzeża Bajkału. Zimuje głównie w Japonii, Korei Południowej i Chinach, rzadko na Tajwanie i w Hongkongu. Sporadycznie pojawia się w Europie oraz Ameryce Północnej.
W Polsce odnotowano bajkałówkę dwa razy w 2021 roku – od stycznia do marca przebywała na stawach Jamnik w Dolinie Baryczy (woj. dolnośląskie), a 20 marca obserwowano ją w Popowie Kościelnym (woj. mazowieckie). W 2022 roku Komisja Faunistyczna Sekcji Ornitologicznej Polskiego Towarzystwa Zoologicznego wciągnęła bajkałówkę na Listę polskiej awifauny. Wcześniejszą obserwację z maja 2019 roku z Redy (woj. pomorskie) uznano za pojaw nienaturalny (E w klasyfikacji AERC).

## Morfologia
WyglądSamiec w szacie godowej ma wierzch głowy czarny, boki głowy i szyi kremowe. Kremowa plama również u nasady dzioba. Przez oko pionowy zielony pas o metalicznym, opalizującym połysku przechodzący u góry w wygięty ku tyłowi półksiężyc. Pierś jasnobrązowa z ciemnymi plamkami, wierzch ciała brązowy, na łopatkach w kolorze ochry. Boki popielate z ciemniejszymi prążkami, lusterko zielone. Dziób sinoniebieski. Samica brązowa z ciemnym deseniem, u nasady dzioba wyraźna biała plama.
Wymiary średniedługość ciała 39–43 cm, rozpiętość skrzydeł 65–75 cm
masa ciała samca 360–520 g, samicy 402–505 g

## Ekologia
BiotopRóżnorodne śródlądowe zbiorniki wodne.
GniazdoZagłębienie wysłane suchymi roślinami i puchem. Znajduje się na ziemi w otwartym terenie, czasem w sporej odległości od wody.
JajaW ciągu roku wyprowadza jeden lęg, składając w maju–lipcu 6 do 9 jaj. Jaja są bladozielone o średnich wymiarach 48×35 mm i średniej masie 31 g.
Wysiadywanie, pisklętaJaja wysiadywane są przez samicę, która również sama wodzi przez 45–55 dni pisklęta.
PożywienieRośliny wodne i lądowe oraz bezkręgowce.

## Status
W Czerwonej księdze gatunków zagrożonych Międzynarodowej Unii Ochrony Przyrody bajkałówka od 2011 roku uznawana jest za gatunek najmniejszej troski (LC, Least Concern); wcześniej, od 1994 roku klasyfikowano ją jako gatunek narażony (VU, Vulnerable). Trend liczebności populacji uznawany jest za wzrostowy.